# 47. Oscar-gála
Az 47. Oscar-gálát, a Filmakadémia díjátadóját 1975. április 8-án tartották meg. A Kínai negyed kilenc jelöléséből csak egyet váltott díjra, Francis Ford Coppola A Keresztapa folytatásával a hatból öt Oscart szedett össze. Egyedülálló módon a film férfi mellékszereplőiből hárman is bekerültek a listára. A keresztapa főszereplője Robert De Niro szerepe szerint a filmben csak olaszul beszélt, így Sophia Loren után ő lett a második aki idegen nyelvű alakítással nyert Oscart.
Az idegen nyelvű filmek között Makk Károly Macskajáték filmje volt versenyben. A győztes Amarcord rendezőjét Federico Fellinit egy sajátos Filmakadémiai szabály értelmében csak a következő évben jelölhették a legjobb rendező díjra.

## Kategóriák és jelöltek
nyertesek félkövérrel jelölve

### Legjobb film
- A Keresztapa II. (The Godfather: Part II) – Coppola Company, Paramount – Francis Ford Coppola, Gray Frederickson, Fred Roos
  - Kínai negyed (Chinatown) – Evans, Paramount – Robert Evans
  - Lenny – Worth, United Artists – Marvin Worth
  - Magánbeszélgetés (The Conversation) – Directors Company, Paramount – Francis Ford Coppola
  - Pokoli torony (The Towering Inferno) – Irwin Allen, 20th Century-Fox/Warner Bros. – Irwin Allen

### Legjobb színész
- Art Carney  –  Harry és Tonto
  - Albert Finney       –  Gyilkosság az Orient expresszen (Murder on the Orient Express)
  - Dustin Hoffman      –  Lenny
  - Jack Nicholson      –  Kínai negyed (Chinatown)
  - Al Pacino           –  A Keresztapa II. (The Godfather: Part II)

### Legjobb színésznő
- Ellen Burstyn  –  Alice már nem lakik itt
  - Diahann Carroll  –  Claudine
  - Faye Dunaway  –  Kínai negyed (Chinatown)
  - Valerie Perrine  –  Lenny
  - Gena Rowlands  –  Egy hatás alatt álló nő

### Legjobb férfi mellékszereplő
- Robert De Niro  –  A Keresztapa II. (The Godfather: Part II)
  - Fred Astaire  –  Pokoli torony (The Towering Inferno)
  - Jeff Bridges  –  Villám és fürgeláb
  - Michael V. Gazzo  –  A Keresztapa II.
  - Lee Strasberg  –  A Keresztapa II.

### Legjobb női mellékszereplő
- Ingrid Bergman – Gyilkosság az Orient expresszen (Murder on the Orient Express)
  - Valentina Cortese – La Nuit américaine
  - Madeline Kahn – Blazing Saddles
  - Diane Ladd – Alice már nem lakik itt
  - Talia Shire – A Keresztapa II. (The Godfather: Part II)

### Legjobb rendező
- Francis Ford Coppola – A Keresztapa II. (The Godfather: Part II)
  - John Cassavetes – Egy hatás alatt álló nő
  - Bob Fosse – Lenny
  - Roman Polański – Kínai negyed (Chinatown)
  - François Truffaut – Amerikai éjszaka

### Legjobb eredeti történet
- Kínai negyed (Chinatown) – Robert Towne
  - Alice már nem lakik itt – Robert Getchell
  - Magánbeszélgetés – Francis Ford Coppola
  - Amerikai éjszaka – François Truffaut, Jean-Louis Richard, Suzanne Schiffman
  - Harry és Tonto – Paul Mazursky, Josh Greenfeld

### Legjobb adaptált forgatókönyv
- A Keresztapa II. (The Godfather: Part II)' – Francis Coppola, Mario Puzo forgatókönyve Mario Puzo regénye alapján
  - The Apprenticeship of Duddy Kravitz – Lionel Chetwynd, Mordecai Richler forgatókönyve Mordecai Richler könyve alapján
  - Lenny – Julian Barry saját színművéből
  - Gyilkosság az Orient expresszen (Murder on the Orient Express) – Paul Dehn forgatókönyve Agatha Christie regénye alapján
  - Az ifjú Frankenstein – Gene Wilder, Mel Brooks forgatókönyve Mary Shelley:’’Frankenstein’’ című regénye alapján

### Legjobb operatőr
- Fred J. Koenekamp és Joseph Biroc, Pokoli torony (The Towering Inferno)
  - John A. Alonzo, Kínai negyed (Chinatown)
  - Philip Lathrop, Earthquake
  - Bruce Surtees, Lenny
  - Geoffrey Unsworth, Gyilkosság az Orient expresszen (Murder on the Orient Express)

### Látványtervezés és díszlet
- Dean Tavoularis, Angelo Graham, George R. Nelson – A Keresztapa II. (The Godfather: Part II)
  - Richard Sylbert, W. Stewart Campbell, Ruby Levitt – Kínai negyed (Chinatown)
  - Alexander Golitzen, E. Preston Ames, Frank McKelvy – Földrengés
  - Peter Ellenshaw, John B. Mansbridge, Walter Tyler, Al Roelofs, Hal Gausman – Sziget a világ végén
  - William Creber, Ward Preston. Raphael Bretton – Pokoli torony (The Towering Inferno)

### Legjobb vágás
- Pokoli torony (The Towering Inferno) – Harold F. Kress, Carl Kress
  - Blazing Saddles – John C. Howard, Danford Greene
  - Kínai negyed (Chinatown) – Sam O'Steen
  - Earthquake – Dorothy Spencer
  - The Longest Yard – Michael Luciano

### Legjobb vizuális effektus
- Frank Brendel, Glen Robinson – Földrengés

### Legjobb idegen nyelvű film
- Amarcord (Olaszország) – F. C. Productions, PECF. – Franco Cristaldi producer – Federico Fellini rendező
  - Lacombe Lucien (Franciaország) – Hallelujah Films, Nouvelles Éditions de Films, UPF (Universal Pictures France), Vides-Film – Louis Malle, Claude Nedjar producerek – Louis Malle rendező
  - Macskajáték (Magyarország) – Hunnia Játékfilmstúdió – producer – Makk Károly rendező
  - The Deluge (Potop) (Lengyelország) – Film Polski – producer – Jerzy Hoffman rendező
  - The Truce (La Tregua) (Argentína) – production Co. – Rene Aure, Tita Tamames, Rosa Zemborain producerek – Sergio Renán rendező

### Legjobb filmzene

#### Eredeti drámai filmzene
- A Keresztapa II. (The Godfather: Part II) – Nino Rota és Carmine Coppola
  - Kínai negyed (Chinatown) – Jerry Goldsmith
  - Gyilkosság az Orient expresszen (Murder on the Orient Express) – Richard Rodney Bennett
  - A bábmester (Shanks) – Alex North
  - Pokoli torony (The Towering Inferno) – John Williams

#### Legjobb filmzene: eredeti dalszerzés és adaptáció vagy zeneszerzés: adaptáció
- A nagy Gatsby (The Great Gatsby) – adaptáció: Nelson Riddle
  - A kis herceg (The Little Prince) – dalszerzés: Alan Jay Lerner és Frederick Loewe; adaptáció: Angela Morley és Douglas Gamley
  - A Paradicsom fantomja (Phantom of the Paradise) – dalszerzés: Paul Williams; adaptáció: Paul Williams és George Aliceson Tipton

## Statisztika

### Egynél több jelöléssel bíró filmek
- 9 : Kinai negyed
- 7 : Pokoli torony
- 11 : A Keresztapa II.
- 5 : Gyilkosság az Orient expresszen
- 3 : Alice már nem lakik itt

### Egynél több díjjal bíró filmek
- 6 : A Keresztapa II.

## Külső hivatkozások
- Az 1975. év Oscar-díjasai az Internet Movie Database-ben